# Пьер де Бурбон-Прео
Пьер де Бурбон-Прео (фр. Pierre de Bourbon-Preaux; 1390 — 22 октября 1422, Ла-Рошель) — сеньор де Прео, д’Аржи, де Данжю и де Тюри.

## Биография
Второй сын Жака I де Бурбон-Прео и Маргариты де Прео.
Как и отец, был сторонником орлеанской партии и дофина Карла. После гибели старшего брата Луи в битве при Азенкуре, стал наследником семейных владений.
В 1416 командовал гарнизоном Руана и пытался сохранить для дофина этот город, целиком стоявший за бургиньонов. Затем оборонял замок Нофль-ле-Шато, близ Жизора. В 1420 с отрядом в 700 человек четыре месяца оборонял Мелён от войск Генриха V, и сдал город на условии свободного выхода, исчерпав возможности сопротивления. Английский король, как обычно, нарушил рыцарские правила, приказав схватить Пьера и отправить в Бастилию, откуда тот вышел только к концу года после уплаты выкупа. Его нормандские сеньории были захвачены англичанами.
Вернувшись из плена он присоединился к дофину, и погиб в Ла-Рошели вместе с несколькими приближенными Карла в результате несчастного случая, когда провалился пол в помещении, где проходил королевский совет.

## Семья
Жена (1477): Изабелла де Монтежю (ум. 1429), дочь Жана, сеньора де Монтежю, бастарда Карла V, и Жаклин де Ла Гранж, вдова Жана VI, графа де Руси
В этом браке не было детей, и титулы перешли к младшему брату Жаку II де Бурбон-Прео.